# Epiphora mythimnia
Epiphora mythimnia är en fjärilsart som beskrevs av John Obadiah Westwood 1849. Epiphora mythimnia ingår i släktet Epiphora och familjen påfågelsspinnare. Inga underarter finns listade i Catalogue of Life.